# Улрих Бругер
Улрих Рајх (1. април 1947) бивши је немачки атлетичар специјалиста за трчање на 400 метара. Комплетну каријеру провео је као је представник Западне Немачке.

## Спортска биографија
На Европском првенству у дворани 1972. у Греноблу, освојио је бронзану медаљу на 3.000 метара.
У домаћим такмичењима, представљао је СК Штургарт Кикерс. Освојио је сребрну медаљу на Првенству Западне Немачке 1970. у дисциплини 5.000 метара и других сребрну медаљу на 1972. на првенству у дворани.

## Лични рекорди
- 3000 м: 7:57,0 20. јун 1971. Варшава
- 5000 м: 13:38,6  12. јун 1969. Париз